# Medalla por los Méritos en la Exploración del Espacio
La Medalla por los Méritos en la Exploración del Espacio (en ruso: Меда́ль «За заслу́ги в освое́нии ко́смоса») es una condecoración estatal de la Federación de Rusia, otorgada a ciudadanos rusos y extranjeros, en reconocimiento por su contribución en el desarrollo de cohetes y diseño de la tecnología espacial, actividades de investigación científica y el desarrollo de la cooperación internacional en el espacio. Establecida en vísperas del 50.º aniversario del primer vuelo humano al espacio.

## Historia
La Medalla por los Méritos en la Exploración del Espacio fue establecida por el Decreto del presidente de Rusia N.º 1099, del 7 de septiembre de 2010 «Sobre las medidas para mejorar el sistema estatal de condecoraciones de la Federación de Rusia». El mismo decreto aprobó el Reglamento sobre la medalla y su descripción. posteriormente y mediante el Decreto del Presidente de la Federación de Rusia N.º 1631, del 16 de diciembre de 2011, se añadieron estatutos a la posición y descripción de la medalla, que prevé una copia en miniatura de la medalla.

## Estatuto de concesión
La Medalla por los Méritos en la Exploración del Espacio se otorga a ciudadanos por sus logros en la investigación, el desarrollo y la utilización del espacio exterior, por realizar una gran contribución esencial al desarrollo de la tecnología espacial y de cohetes y actividades industriales, de capacitación, científicas y de diseño, la implementación de programas internacionales, así como por otros logros en el campo de las actividades espaciales destinadas al desarrollo socioeconómico integral de la Federación Rusa, fortaleciendo su capacidad de defensa y asegurando los intereses nacionales, ampliando la cooperación internacional.
Como regla general, la medalla se otorga cuando la persona presentada para el premio tenga premios de autoridades estatales federales, otros organismos estatales federales o autoridades estatales de algunas de las entidades constitutivas de la Federación de Rusia.
Dicha medalla también se puede otorgar a ciudadanos extranjeros por méritos especiales en el desarrollo de la industria espacial y de cohetes en la Federación Rusa.
La medalla se usa en el lado izquierdo del pecho y en presencia de otras medallas de la Federación de Rusia, se debe colocar tras la Medalla al Mérito en el Desarrollo de la Energía Nuclear. Para ocasiones especiales y posible uso diario, se proporciona una copia en miniatura de la Medalla que se debe colocar después de la copia en miniatura de la Medalla al Mérito en el Desarrollo de la Energía Nuclear.
Cuando se lleva la cinta de la medalla en la tapeta del uniforme, se ubica después del listón de barra de la Medalla al Mérito en el Desarrollo de la Energía Nuclear.
En los decretos de concesión se continúa la práctica soviética de emplear el término «cosmonauta», para ciudadanos rusos y representantes de antiguos países amigos de la Unión Soviética y «astronauta» para otros participantes de los programas espaciales soviéticos y rusos.

## Descripción

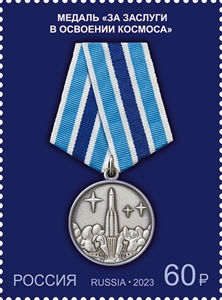
Sello de correos de Rusia de 2023 con una imagen de la Medalla al Mérito en el Desarrollo de la Exploración Espacial

Es una medalla de plata circular de 32 milímetros de diámetro con bordes elevados tanto en el anverso como en el reverso.
En el anverso de la medalla está la imagen del lanzamiento del cohete R-7, primer vehículo de lanzamiento espacial de la historia y tres estrellas de cuatro haces. En el reverso se encuentra la inscripción en ruso: «POR LOS MÉRITOS EN LA EXPLORACIÓN DEL ESPACIO» (en ruso: «ЗА ЗАСЛУГИ В ОСВОЕНИИ КОСМОСА»), debajo está la inscripción N.º seguido por el número de serie de la medalla.
Todas las imágenes de la medalla están en relieve.
La medalla está conectada con un ojal y un anillo a un bloque pentagonal cubierto con una cinta moiré de seda de color azul oscuro de 24 mm de ancho, con 4 franjas blancas de 2 mm, cada una en cada extremo de las dos franjas azul claro de 5 mm, situadas una al lado de la franja central color azul oscuro de 5 mm.
Cuando se usa la cinta de la medalla en el uniforme, se usa una barra con una altura de 8 mm, el ancho de la cinta es de 24 mm. La copia en miniatura de la medalla se usa en un bloque. El diámetro de está copia de la medalla es de 16 mm.

## Galardonados
El 12 de abril de 2011, Día Internacional del Vuelo Humano al Espacio, se hizo entrega por primera vez de la medalla, los criterios incluían a ciudadanos de Rusia, Bulgaria, Hungría, Polonia, Francia, España, Rumanía y la República Checa, por realizar vuelos espaciales en las naves soviéticas y rusas, en diferentes momentos de la historia.
El número de medallas entregadas hasta 2021, han sido.
| 2011 | 2012 | 2013 | 2014 | 2015 | 2016 | 2017 | 2018 | 2019 | 2020 | 2021 | Total |
| ---- | ---- | ---- | ---- | ---- | ---- | ---- | ---- | ---- | ---- | ---- | ----- |
| 156  | 41   | 85   | 6    | 5    | 32   | 8    | 34   | 24   | 9    | 28   | 428   |